# Frank Wartenberg
Frank Wartenberg (* 29. května 1955 Bülzig, Sasko-Anhaltsko) je bývalý východoněmecký atlet, který se specializoval na skok daleký.

## Kariéra
V roce 1973 se stal v tehdy západoněmeckém Duisburgu juniorským mistrem Evropy. O rok později na halovém ME ve švédském Göteborgu obsadil výkonem 765 cm 8. místo a na evropském šampionátu v Římě skončil dvanáctý.
V roce 1976 vybojoval na letních olympijských hrách v Montrealu bronzovou medaili. Ve čtvrté sérii skočil do vzdálenosti 802 cm. V první sérii skočili rovných osm metrů Francouz Jacques Rousseau a Brazilec João Carlos de Oliveira. Stříbro získal Američan Randy Williams (811 cm) a zlato jeho krajan Arnie Robinson (835 cm).
Na halovém ME 1977 ve španělském San Sebastiánu se umístil skokem dlouhým 768 cm na 5. místě.
V roce 1977 se oženil s Christiane Stollovou, která na letních olympijských hrách v Moskvě získala stříbro v běhu na 1500 metrů.